# NGC 4070
NGC 4070 est une vaste galaxie elliptique située dans la constellation de la Chevelure de Bérénice. NGC 4070 a été découverte par l'astronome germano-britannique William Herschel en 1785. Cette galaxie a aussi été observée par l'astronome britannique John Herschel le 29 avril 1832 et elle a été inscrite au catalogue NGC sous la désignation NGC 4059.

## Caractéristiques
Selon la base de données Simbad, NGC 4070 est une galaxie LINER, c'est-à-dire une galaxie dont le noyau présente un spectre d'émission caractérisé par de larges raies d'atomes faiblement ionisés.

### Distance
Sa vitesse par rapport au fond diffus cosmologique est de 7 491 ± 22 km/s, ce qui correspond à une distance de Hubble de 110,5 ± 7,7 Mpc (∼360 millions d'al).
À ce jour, quatre mesures non basées sur le décalage vers le rouge (redshift) donnent une distance de 106,750 ± 14,592 Mpc (∼348 millions d'al), ce qui est à l'intérieur des valeurs de la distance de Hubble.

## Supernova
La supernova SN 2005bl a été découverte dans NGC 4070 le 14 avril 2005 par les astronomes amateur Tim Puckett et Alex Langoussis. Cette supernova était de type II.

## Groupe de NGC 4066
NGC 4070 fait partie du groupe de NGC 4066. Ce groupe de galaxies compte au moins quatre membres. En plus de NGC 4066, on y retrouve NGC 4061 et NGC 4098.

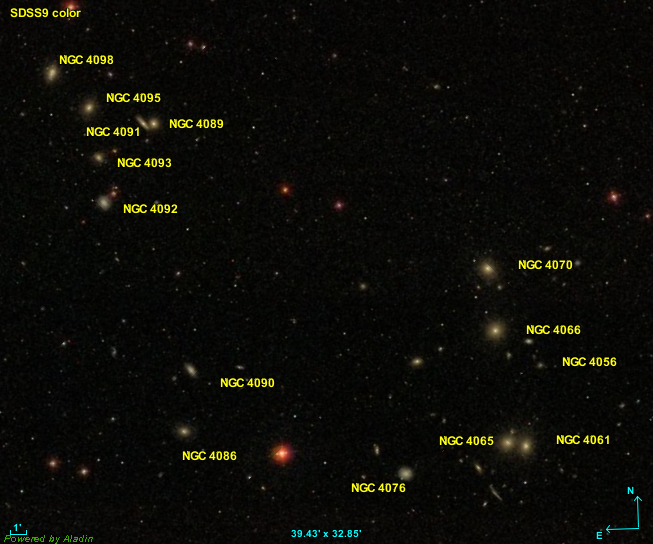
Une région densément peuplée de galaxies.

Comme le montre l'image obtenue des données de l'étude SDSS, cette région de la constellation de la Chevelure de Bérénice est densément peuplée de galaxies. La distance moyenne du groupe de NGC 4066 séparant les quatre galaxies de la liste de Mahtessian de la Voie lactée est de 112.2 Mpc. Plusieurs galaxies de cette région auraient pu être incluses dans la liste de Mahtessian, mais elles figurent pas ni dans le groupe de NGC 4066 ni dans un autre groupe de cet article. Ces galaxies sont NGC 4056 (113,9 Mpc), NGC 4086 (109,3 Mpc), NGC 4089 (111,3 Mpc), NGC 4090 (112,4 Mpc), NGC 4093 (109,9 Mpc) et NGC 4095 (110,2 Mpc).